# 2523 Ryba
2523 Ryba è un asteroide della fascia principale del diametro medio di circa 19,4 km. Scoperto nel 1980, presenta un'orbita caratterizzata da un semiasse maggiore pari a 3,0151472 UA e da un'eccentricità di 0,0419786, inclinata di 8,89695° rispetto all'eclittica.
È dedicato al musicista ceco Jakub Jan Ryba.